# Quaesitum est
Deklarace o svobodném zednářství (latinský název Declaratio de Associationibus massonicis), někdy podle začátečních slov latinského textu i Quaesitum est (česky volně přeloženo: Bylo dotazováno) je pontifikální dokument o svobodném zednářství, publikovaný Kongregací pro nauku víry 26. listopadu 1983.
Text je prezentován jako odpověď těm věřícím, kteří se ptali, zda se změnil úsudek církve vůči svobodnému zednářství, protože to v novém Kodexu kanonického práva z 25. ledna 1983 není výslovně uvedeno. Dokument vydal prefekt kongregace Joseph kardinál Ratzinger, který se později v roce 2005 stal papežem Benediktem XVI. Kongregace pro nauku víry v dokumentu potvrzuje, že úsudek církve se nezměnil, že členství v takových sdruženích zůstává zakázáno a že věřící, kteří k nim patří, jsou ve stavu těžkého hříchu a nesmějí přijímat svaté přijímání.

## Historie
Katolické kanonické právo zakazuje členství v zednářských organizacích od roku 1738 papežskou bulou In eminenti apostolatus papeže Klementa XII. Pozdější papežové v osmnáctém a devatenáctém století pokračovali v zákazu zednářského členství. Když bylo kanonické právo kodifikováno do Kodexu kanonického práva z roku 1917, byly tyto existující zákazy v kodexu zachovány; tento kodex výslovně zakazuje katolíkům pod trestem exkomunikace zapsat se do zednářských nebo jiných podobných sdružení.
V Kodexu kanonického práva z roku 1983 byla konkrétní zmínka o zednářství vypuštěna. Je však zakázáno členství v organizacích, spiknuvším se proti církvi (článek 1374). Aby otázky týkající se římských katolíků a zednářských sdružení byly objasněny, schválil papež Jan Pavel II. text Deklarace o svobodném zednářství a nařídil její zveřejnění Kongregací pro nauku víry.
Zákaz všech forem svobodného zednářství zopakoval a Ratzingerovo prohlášení potvrdil v dopisu americkým biskupům z 19. dubna 1985 také kardinál Bernard Law.